# Benghází
Benghází (arabsky بنغازي‎ Banġāzī, anglicky: Banghazi, italsky: Berenice, turecky: Bingasi, řecky: Hesperides) je druhé největší město Libye a přístav, který se nachází na pobřeží středomořského zálivu Velká Syrta asi 500 km východně od hlavního města Tripolisu. Benghází je centrem stejnojmenné libyjské provincie a žije zde asi 670 000 obyvatel.

## Historie
Historie města sahá až do starověku. V roce 525 př. n. l. Řekové založili nedaleko dnešního Benghází kolonii Euesperides. Na místě dnešního města bylo založeno město Berenice v roce 445 př. n. l., později dostalo město jméno Hesperides. Ve středověku zde bylo jen malé osídlení a osada nesla na mapách název Marsá íbn Ghází. Od roku 1578 do roku 1911 byla osada a město pod nadvládou Osmanské říše. Od roku 1911 bylo město pod nadvládou italské koloniální správy, kterou za druhé světové války vyhnali Britové.

### Válka v roce 2011
Benghází se stalo centrem odporu proti režimu Muammara Kaddáfího během povstání, které vypuklo v únoru 2011. Dne 5. března 2011 zde byla ustavena Dočasná národní přechodná rada, která se označila za „jediného představitele celé Libye“ a zemi začala označovat názvem Libyjská republika.

### Vývoj po válce
11. září 2012 zde 125-150 ozbrojenců zaútočilo na americký konzulát. Při útoku zahynuli čtyři Američané, mezi nimi i velvyslanec Christopher Stevens.
Od války bylo město ovládáno různými ozbrojenými milicemi a v roce 2014 vypukl další ozbrojený konflikt, ve kterém se v kontrole města vystřídaly různé strany, jako islamistické milice Ansar aš-Šaría, Rada Šura bengházských revolucionářů (SCBR) a jednotky bývalého generála Chalífy Haftara.

## Fotogalerie

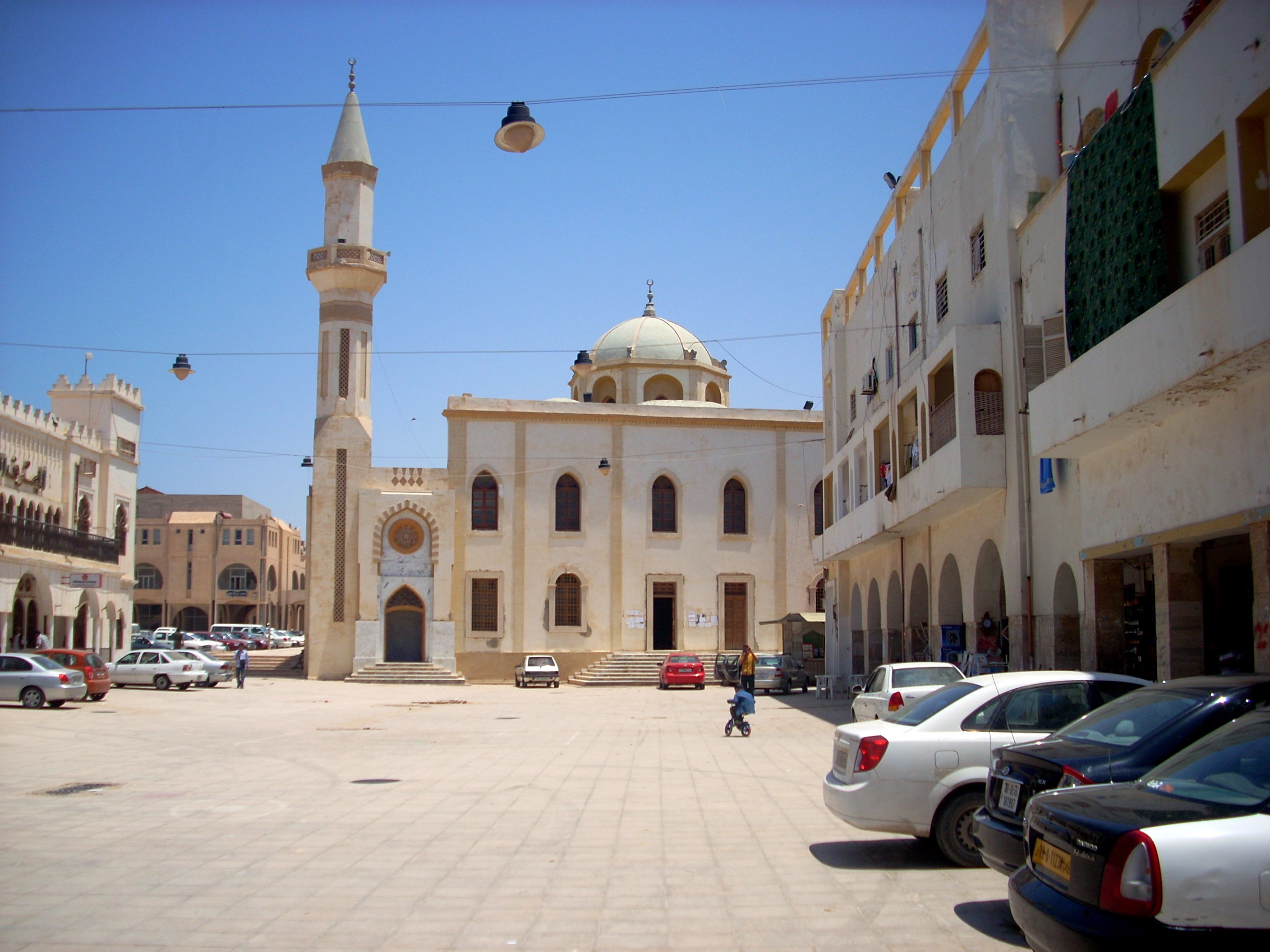
Náměstí Baladíja
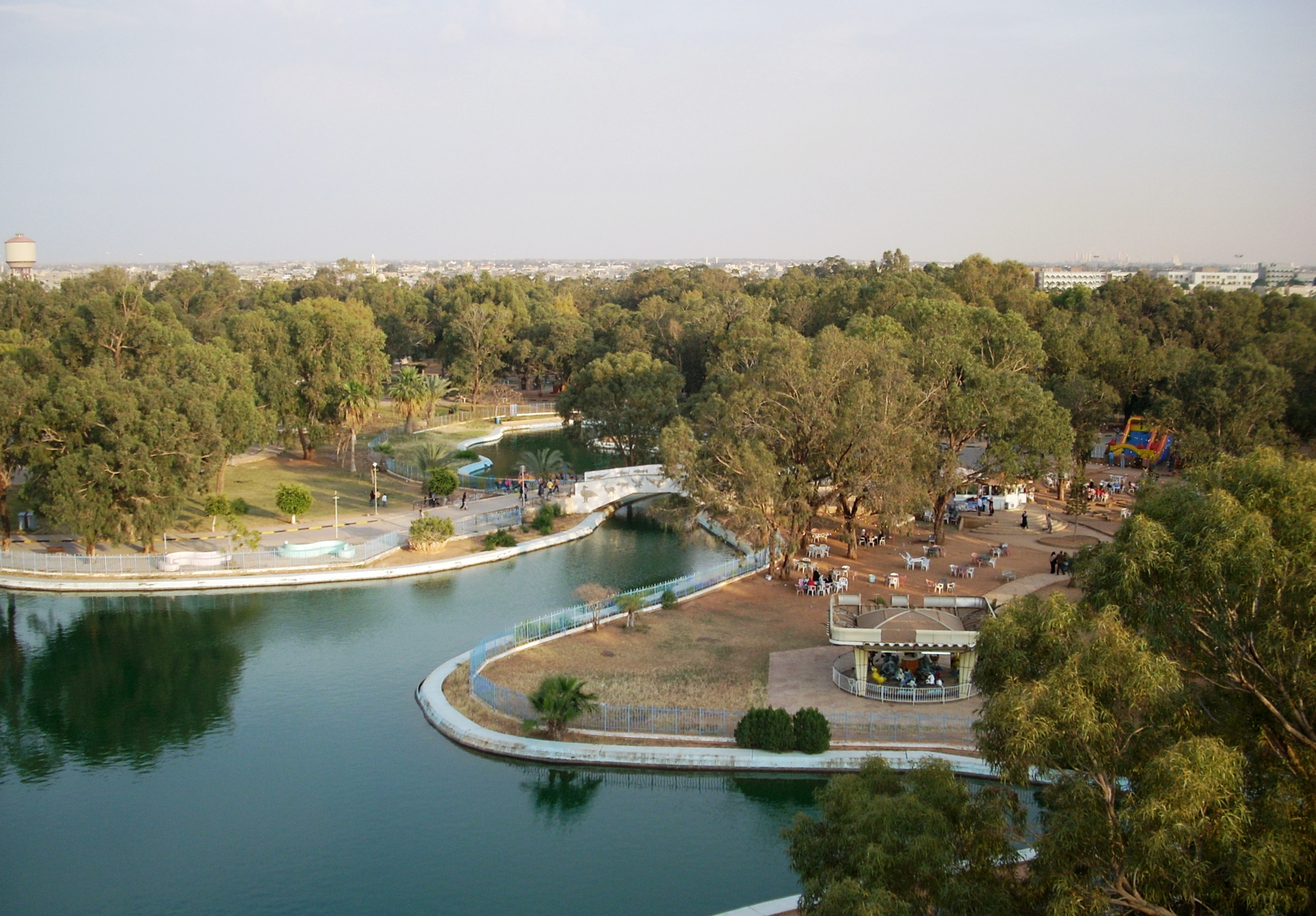
Zoologická zahrada v Benghází
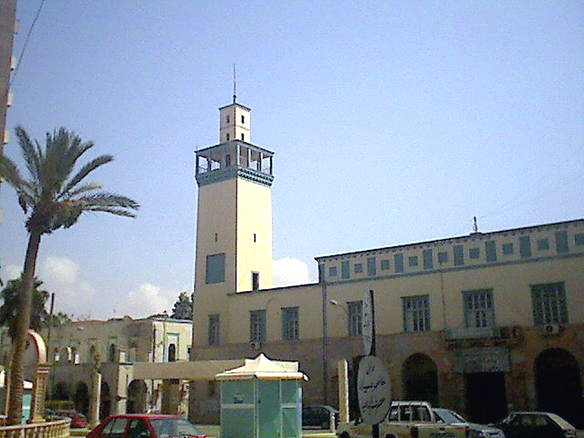
Budova univerzity v Benghází
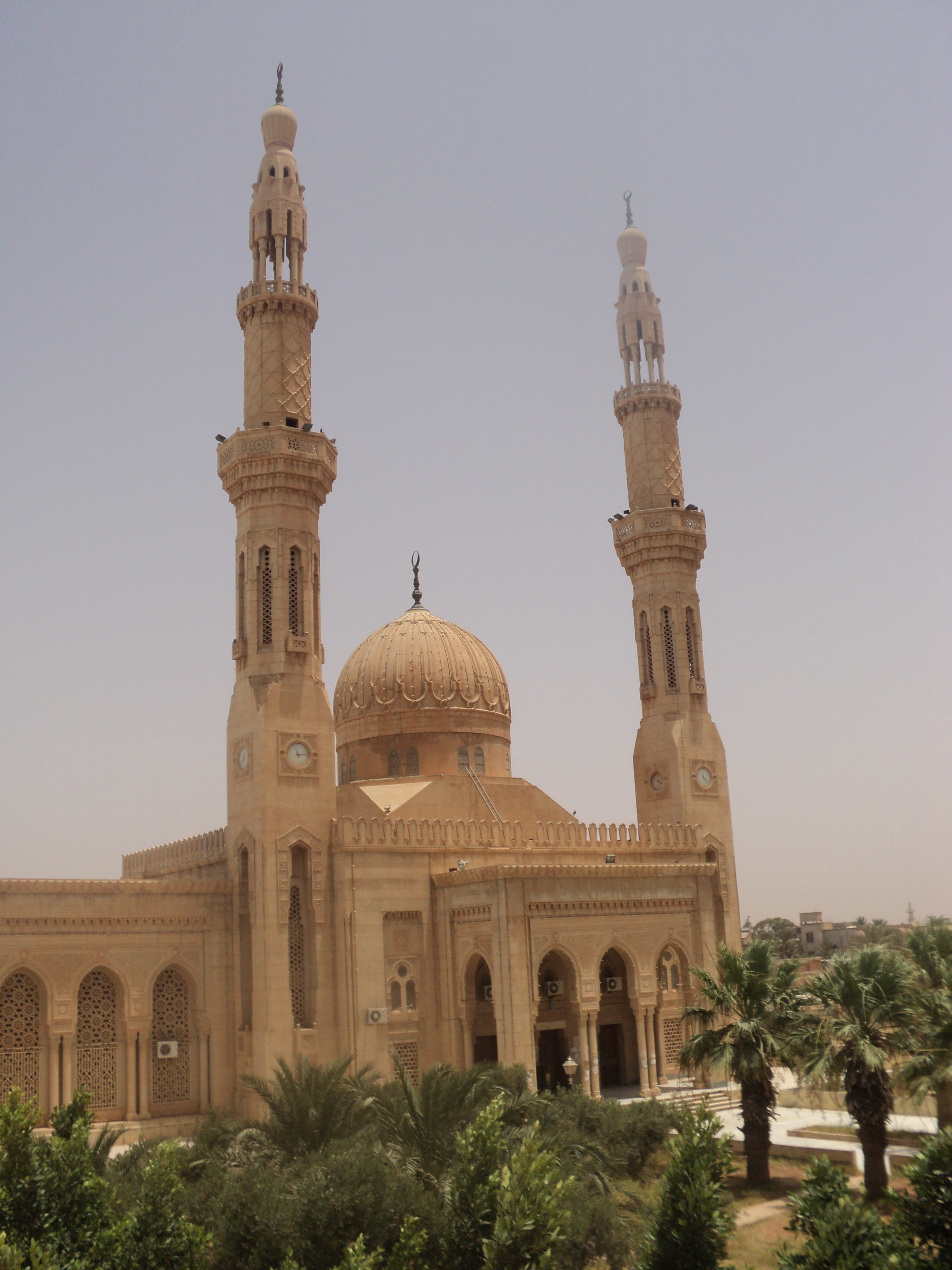
Mešita El-Badrí
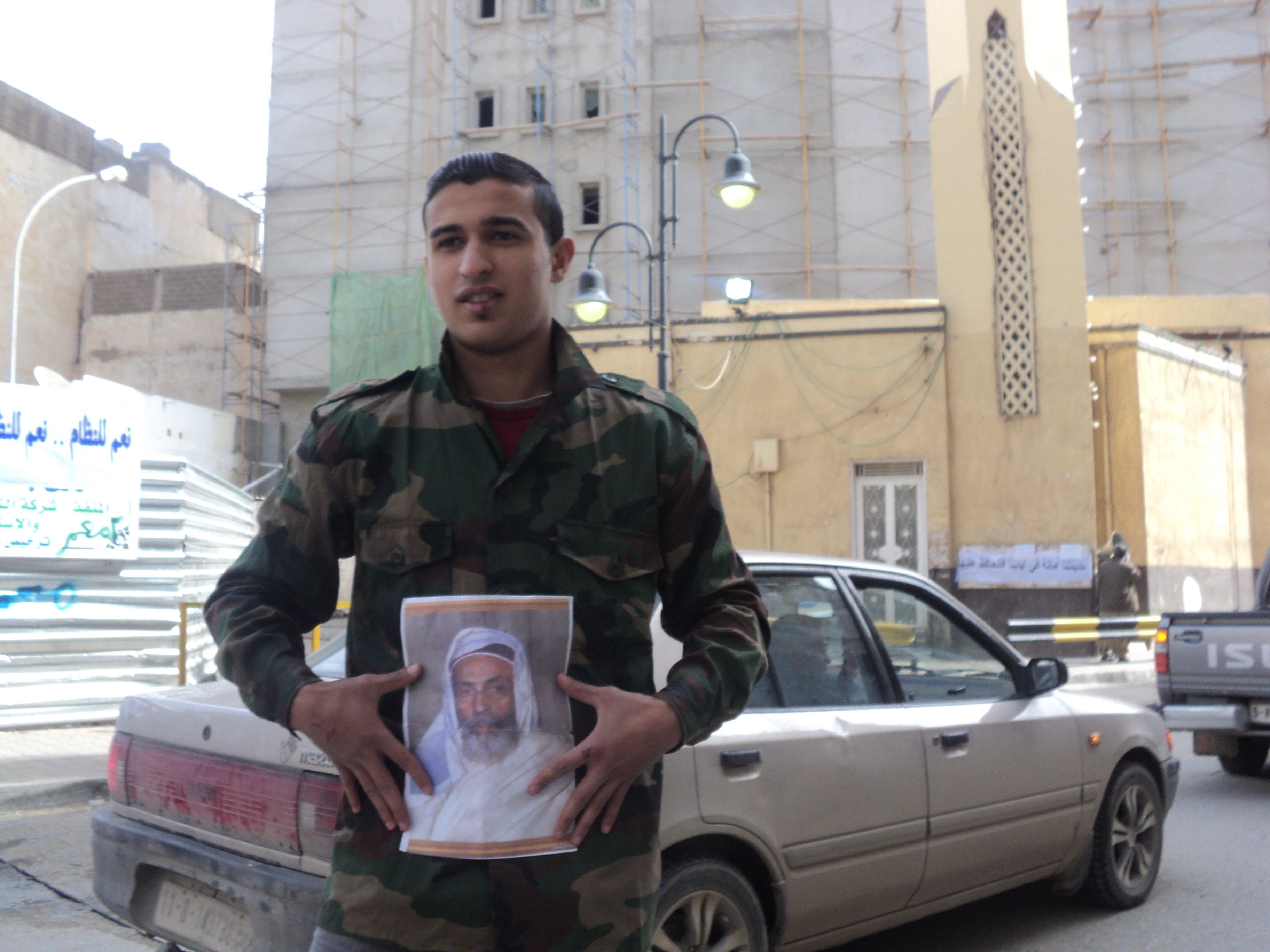
Obyvatel města s obrazem krále Idríse I. v průběhu povstání v únoru 2011

## Klimatické podmínky
Přímořské město se nachází v oblasti polopouští nedaleko severní hranice Sahary. V létě zde panuje suché pouštní podnebí, mezi říjnem a březnem přicházejí podzimní a zimní deště.
| Benghází (Libye) – podnebí               | Benghází (Libye) – podnebí | Benghází (Libye) – podnebí | Benghází (Libye) – podnebí | Benghází (Libye) – podnebí | Benghází (Libye) – podnebí | Benghází (Libye) – podnebí | Benghází (Libye) – podnebí | Benghází (Libye) – podnebí | Benghází (Libye) – podnebí | Benghází (Libye) – podnebí | Benghází (Libye) – podnebí | Benghází (Libye) – podnebí | Benghází (Libye) – podnebí |
| Měsíc                                    | leden                      | únor                       | březen                     | duben                      | květen                     | červen                     | červenec                   | srpen                      | září                       | říjen                      | listopad                   | prosinec                   | Rok                        |
| ---------------------------------------- | -------------------------- | -------------------------- | -------------------------- | -------------------------- | -------------------------- | -------------------------- | -------------------------- | -------------------------- | -------------------------- | -------------------------- | -------------------------- | -------------------------- | -------------------------- |
| Nejvyšší průměrná teplota (°C)           | 16,6                       | 17,8                       | 20,3                       | 24,9                       | 28,8                       | 32,0                       | 31,6                       | 31,9                       | 30,7                       | 27,6                       | 22,8                       | 18,4                       | 25,28                      |
| Nejnižší průměrná teplota (°C)           | 8,7                        | 8,9                        | 10,3                       | 13,4                       | 16,6                       | 19,9                       | 20,6                       | 21,2                       | 19,8                       | 17,1                       | 13,3                       | 10,3                       | 15,01                      |
| Srážky (mm)                              | 66,8                       | 41,4                       | 27,8                       | 7,6                        | 3,3                        | 0,4                        | 0,0                        | 0,2                        | 3,3                        | 21,0                       | 33,2                       | 64,6                       | 269,6                      |
| zdroj: World weather information service |                            |                            |                            |                            |                            |                            |                            |                            |                            |                            |                            |                            |                            |